# Katharina Stauß
Katharina Stauß (* 4. Juli 1988 in Heidelberg, heute Katharina Slegel) ist eine deutsche Volleyballspielerin.

## Karriere
Stauß begann ihre sportliche Karriere im Alter von zehn Jahren beim SV Sinsheim. Später spielte sie bei der Nachwuchsmannschaft VC Olympia Rhein-Neckar und erreichte mit der Junioren-Nationalmannschaft jeweils den fünften Platz bei der Welt- und Europameisterschaft. 2008 ging die Zuspielerin zu Allianz Volley Stuttgart. 2010 kehrte sie nach Sinsheim zurück. In der Saison 2012/13 spielte Katharina Stauß bei der TG Bad Soden in der 2. Bundesliga Süd. In der Saison 2015/16 kehrte sie nach Stuttgart zurück und übernahm als Co-Trainer die Mannschaft des Bundesstützpunktes Stuttgart (Sonderspielrecht 3. Liga) bis zum Ende der Saison 2016/17. Im Anschluss daran übernahm sie den Posten des Co-Trainer der 2. Mannschaft der Allianz MTV Stuttgart (2. Bundesliga Süd), ein Ausbildungsteam der Volleyball Akademie Stuttgart, wo sie auch als Zuspielerin zum Einsatz kam.

## Privates
2019 heiratete Stauß den Teammanager von Allianz MTV Stuttgart 2, Bojan Slegel.